# Zierikzee
Zierikzee városa Schouwen-Duiveland község, azaz alapfokú közigazgatási egység székhelye és legnagyobb települése Hollandia Zeeland tartományában.

## Nevének etimológiája
A Zierikzee a Siric régi germán személynévből (jelentése: sigi  = győzelem és ric = gazdagság) valamint a régi holland, vizet jelentő aa, aha (vagy ee) szóból álló összetétel. A birtokos esetet jelölő „s” hozzátétele után népetimológia révén alakult át a szó a mai alakjára, aminek utótagja így tengert jelent.

## Története
Neve először 976-ból bukkan fel II. Ottó német-római császár adománylevelében, amelyben a Szent Bávó-apátságot megerősíti a helység, akkor még Creka (patak) néven, birtokában. A mai név először egy 1156-os dokumentumban szerepel Siricasha formában.
A város gazdasági élete a tengerre és a sókitermelésre alapozódott. Már a rómaiak is innen, a Rajna deltavidékének erről a részéről keltek át rendszeresen Britanniába. 
1248-ban II. Vilmos, Holland tartomány (a mai Észak-Holland és Dél-Holland tartományok) és Zeeland grófja  megerősítette és kiszélesítette Zierikzee városi jogait, amiket valamikor 1217 és 1220 között kaphatott meg a település. A középkor végén Zierikzee a zeelandi grófság stratégiailag fontos helye volt. A lakosság halászattal, tengeri hajózással és kereskedelemmel foglalkozott. Jelentős volt a sótermelés, amit sajátos módszerrel (darinkdelven) végeztek. A tengerparti felszíni agyagréteg alatt található sós tőzeget ásták ki, elégették, hamuját tengervízzel keverve lepárolták és így jutottak sóhoz. A 16. század elejére ez a sókitermelés megszűnt, az import olcsóbb lett, de sokáig még az import sót is újra lepárolták, finomították – a tűzveszély miatt a városon kívüli telepeken.  
1303-ban és 1304-ben a várost többször is megostromolta Flandria serege Gwijde van Namen vezetésével. A háború oka az volt, hogy Zeeland tartomány a 11. században Flandriához tartozott. A flamandok azonban nem tudták bevenni Zierikzee városát és 1304-ben a zierikzeei tengeri csatában is vereséget szenvedtek.
Az 1414, 1458, 1466, 1526 és 1576-os években a várost nagy tűzvészek sújtották, amelyekben esetenként a város nagy része elpusztult, sólepárló üzemek és házak százai égtek le.
A 15. században Zierikzee még Zeeland legjelentősebb kikötője volt. (Később háttérbe szorul Vlissingen és Middelburg mögött.) Nagy áruforgalmat bonyolított le, a fő termékek a hal, só, gabona és a festőbuzér voltak.
1506 januárjában I. Fülöp kasztíliai király és felesége, II. Johanna kasztíliai királynő itt szálltak tengerre 43 hajóból álló flottájukkal, hogy Fülöp elfoglalja a spanyol trónt. Legtöbb hajójuk zierikzeei volt.
A németalföldi szabadságharc során Zierikzeet 1572 augusztusában a holland felkelők foglalták el. 1575 szeptemberében spanyol csapatok szálltak partra a város mellett ostromot kezdtek. Zierikzee 1576 júniusában megadta magát, azonban négy hónappal később a megszálló spanyol csapatok körében lázadás tört ki fizetésük elmaradása miatt, ezért elvonultak.
A város lakóinak nagy része a tengeri hajózásban dolgozott, ami a berber kalózok miatt is veszélyes mesterség volt. 1735 januárjában a város pénzalapot hozott létre a hivatásuk során fogságba esett matrózok kiváltására. Ezt az alapot az arab rabszolgakereskedelem megszűnte után is fenntartották és közösségi célokat fedeztek belőle, például az 1953-as katasztrofális vihardagály következményeit enyhítették belőle.

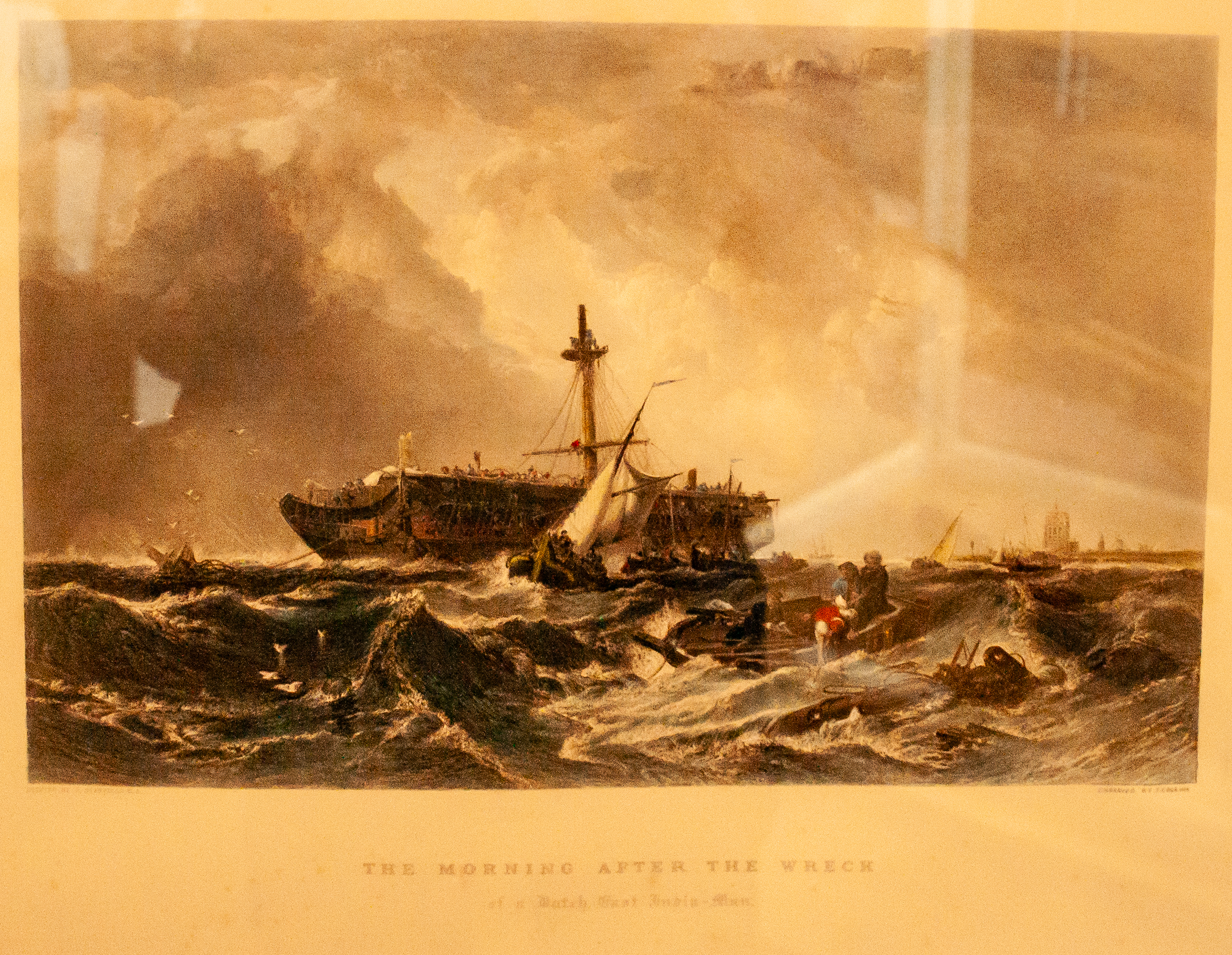
A De Stad Zierikzee katasztrófája, 1841, korabeli rézkarcon

1750 körül a város mintegy száz hajót közlekedtetett nagyrészt a Nyugat-Európa körüli tengereken. Egy kereskedelmi út a Balti-tengerre összesen három hónapot vett igénybe, a Földközi-tengeri út pedig négy-öt hónapig tartott. Északon elhajóztak Arhangelszkbe, délen pedig Triesztbe is. Európán kívül a nyugat-afrikai partokat és a karibi térséget látogatták.
1825-ig a halászat szabályozatlanul folyt a környék vizein, ekkor a városi önkormányzat szabályozást vezetett be. 1870-től a halászat legfontosabb ágát alkotó kagyló- és osztrigahalászatot is ellenőrzésnek, minőségi kontrollnak vetették alá, a természetes kagyló- és osztrigatelepeket pedig bérleti rendszerben hasznosították. A kagyló iránti kereslet (nagyrészt az antwerpeni piacon értékesítették a fogást) növekedésével az addigi kis halászhajókat egyre nagyobbakkal váltották fel, ami fellendítette a környéken a hajóépítést. 
1838-ban városi hajógyárat létesítettek, ami 1840-ben megépítette Zierikzee első kelet-indiai járatú hajóját, a De Stad Zierikzee nevű barkot. A hajó azonban már 1841-ben egy vihar során zátonyra futott a közeli Veere mellett és elpusztult, az értékes rakománynak csak egy kis részét sikerült megmenteni.
A 19. század derekán Zierikzee tengeri hajózása új fellendülésen ment keresztül, hajóik Indiába is eljutottak. 1872-ben azonban megnyílt a Nieuwe Waterweg (Új víziút) nevű csatorna, ami Rotterdamot összekötötte a tengerrel és ezzel az ottani kikötő győzött a kereskedelmi versenyben. 1860 után a helyi hajógyár már csak halászhajókat és belvízi hajókat épített, 1929-ben pedig, a nagy gazdasági világválság kezdetével megszűnt a helyi hajógyártás.
1917-ben, az első világháborúban egy eltévedt brit pilóta hat bombát dobott a semleges Hollandiában lévő városra, hárman haltak meg. A második világháború után a közeli Oosterschelde tengeröbölbe 30 000 tonna feleslegessé vált lőszert süllyesztettek.
1945 után a város területileg és lakosságszámban is jelentős fejlődésnek indult.
Az 1953. évi északi-tengeri árvíz katasztrofális vihardagálya Zierikzeet is súlyosan érintette.  
1997-ben Zierikzee község a nagyobb alapfokú közigazgatási egység, Schouwen-Duiveland község része és székhelye lett. 
2007-benmegkezdték a Noorderpolder lakótelep építését a várostól északra. 2014-ben megnyitották az N256 országút mellett a Business Park Zierikzee nevű üzleti negyedet.
2022 júniusában nagy szélvihar sújtotta a várost, aminek egy áldozata lett és 150 ház megsérült, ötöt le is kellett bontani.

## Látnivalók
Zierikzee városképe 1971 óta műemléki védelem alatt áll; a településen összesen 568 műemlék épület található.

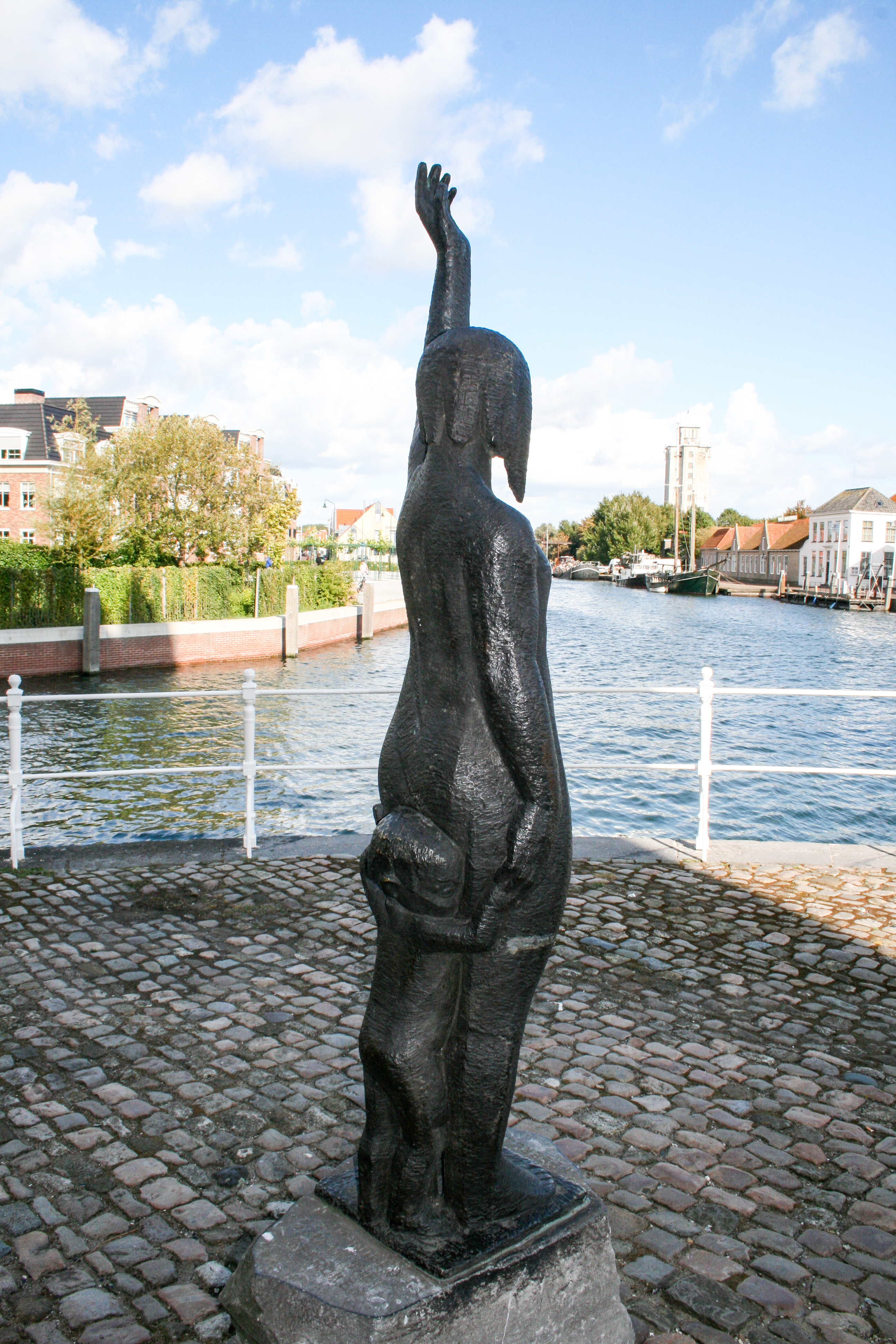
Az 1953-as katasztrófa megpróbáltatásainak és a helytállásnak az emlékműve
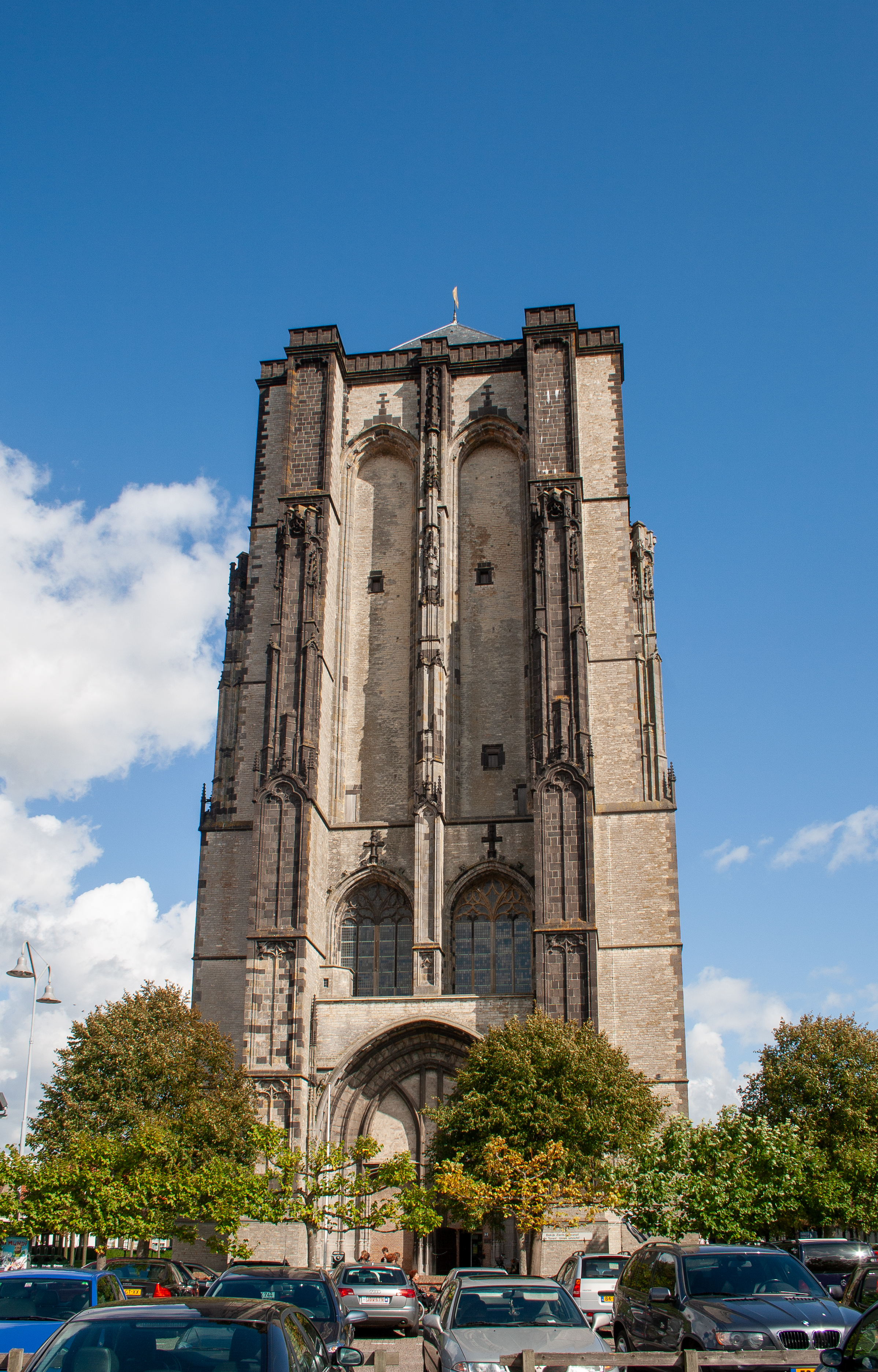
A régi templomtorony
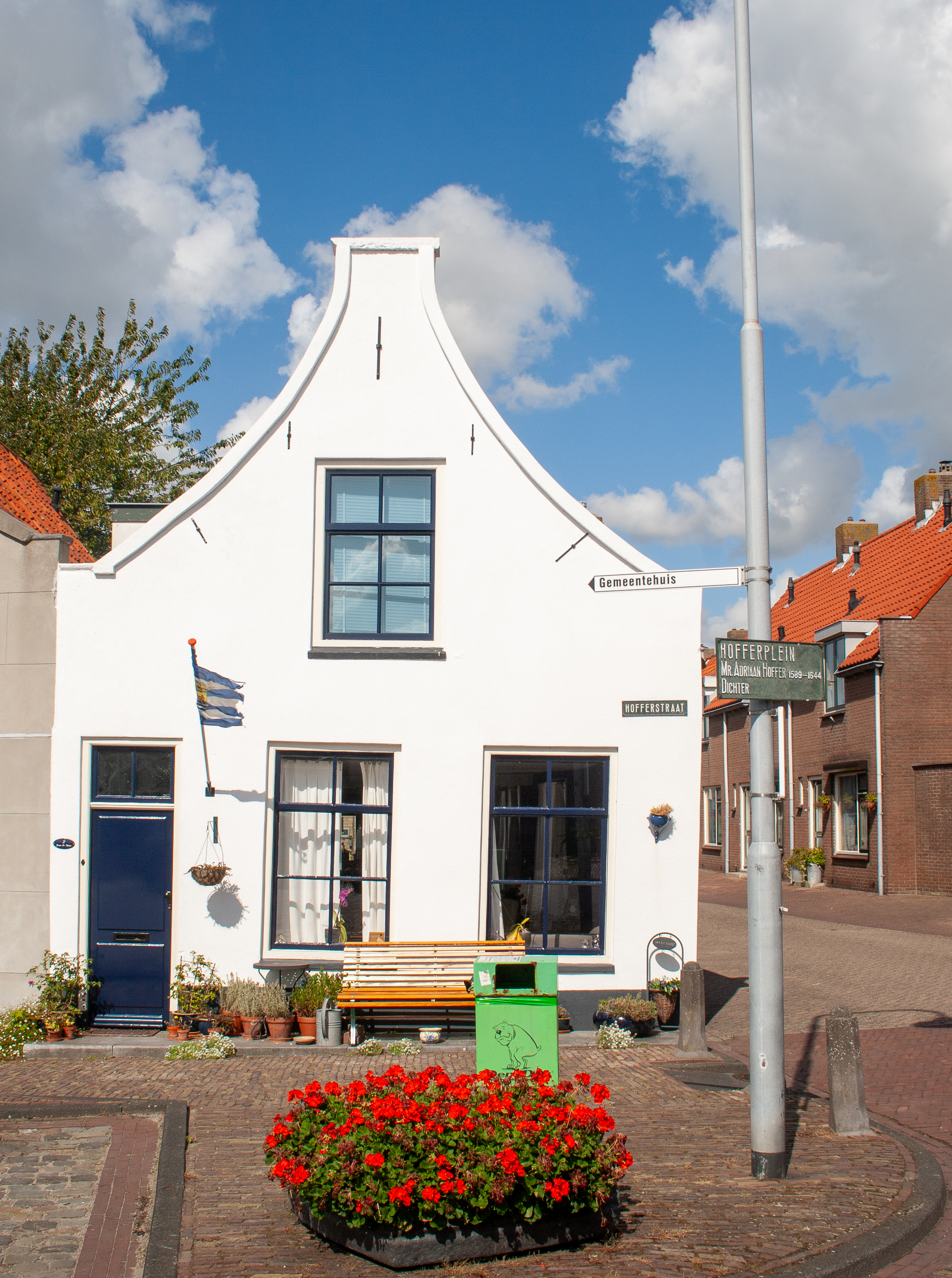
Hagyományos ház
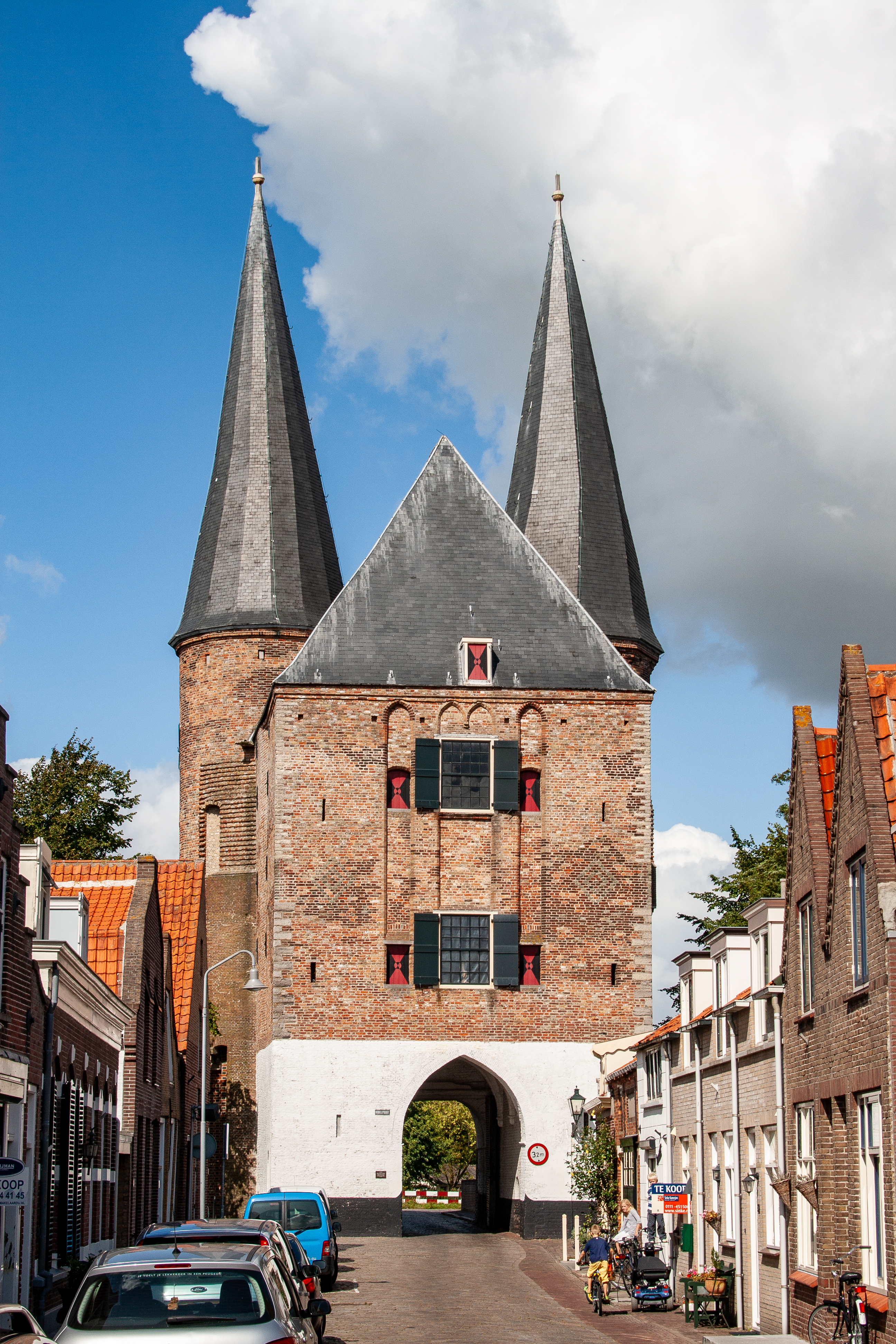
Nobelpoort, városkapu a 14. századból
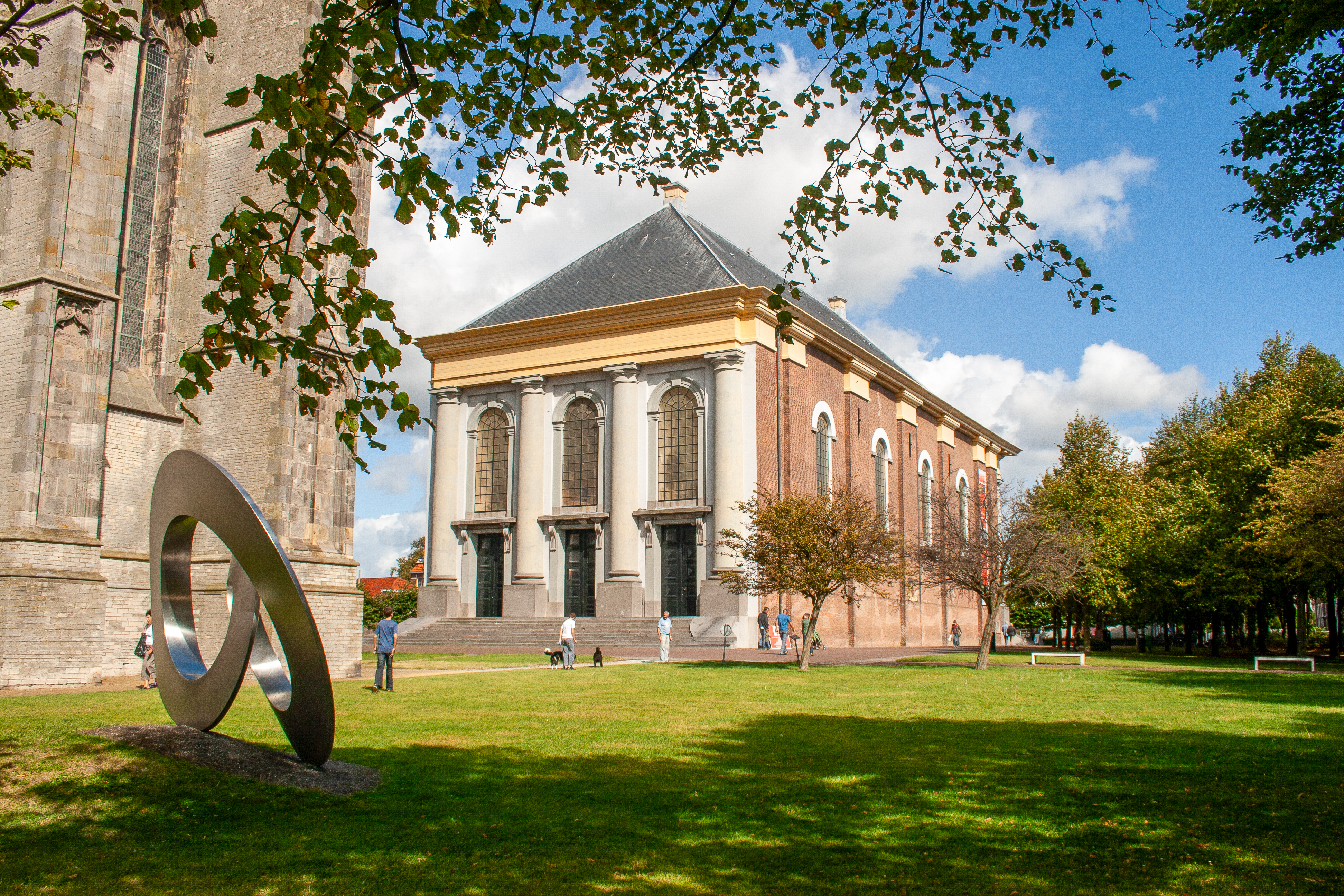
A Nieuwe Kerk (Újtemplom) a hatalmas torony tövében

- A Sint-Lievensmonstertoren (Szent Livus monostor tornya) a legismertebb és a legszembetűnőbb a műemlékek sorában.

- A Nieuwe Kerk (Újtemplom) az 1832-ben leégett Szent Livus templom helyén, az épen maradt torony mellett 1835–1848 során épült neoklasszikus templom. 1971-ig református templom volt, azután restaurálták és kiállítóteremként kapott új funkciót.

- A Gravensteen (grófi vár) épülete börtönmúzeumot rejt magában.

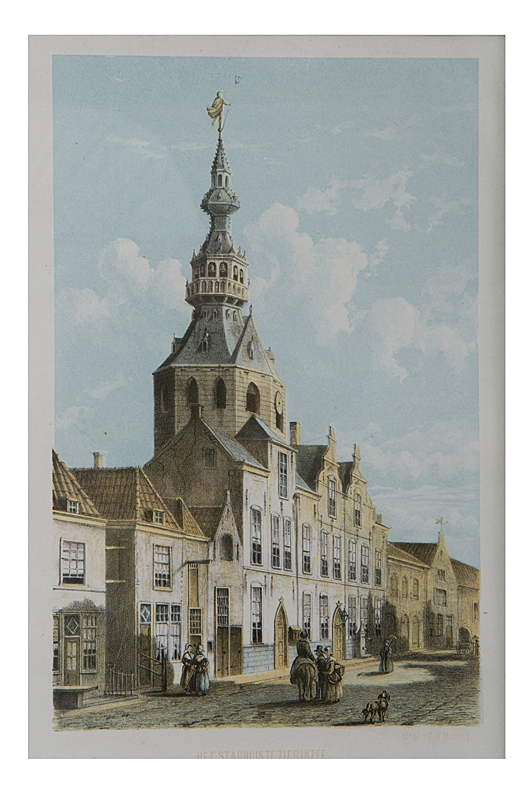
A városháza 1775 körül

- A régi városháza, ma múzeum.

## Fordítás
- Ez a szócikk részben vagy egészben  a   Zierikzee című holland Wikipédia-szócikk ezen változatának fordításán alapul.  Az eredeti cikk szerkesztőit annak laptörténete sorolja fel. Ez a jelzés csupán a megfogalmazás eredetét és a szerzői jogokat jelzi, nem szolgál a cikkben szereplő információk forrásmegjelöléseként.